# 2011年6月1日日食
2011年6月1日日食是一次日偏食，發生於2011年6月1日（東半球大多為6月2日）。新月當天（即朔日），地球上觀測到月球和太阳的角距離極小，此時月球如果恰好在月球交點附近，穿過太阳和地球之間，與地球、太阳接近一直線，則會出現日食。由於月球偏北或偏南，本影及偽本影從地球以北或以南經過而未接觸地表，只有半影覆蓋了地球北端或南端部分區域，形成日偏食。此次日偏食月球偏北，出現在歐亞大陸東北部和北美洲北部。

此次日偏食過程中月影在地表移動的動畫

通常每年有2次日食，而2011年共有4次，全都是日偏食。本次日食是其中第二次，距下一次日食，2011年7月1日僅1個月。

## 日食概況

### 出現區域
本次日偏食可在中國東北地區、蒙古東部、朝鲜半岛東北半部、日本北半部、俄罗斯東北半部、美国阿拉斯加州中北部、加拿大中北部、圣皮埃尔和密克隆、格陵兰、冰岛、法罗群岛及欧洲的北冰洋沿岸地區看到。依時區不同，亚洲大多在6月2日看到日食，北美洲大多在6月1日看到日食，而欧洲北部處於極晝的部分地區日食從6月1日深夜持續到6月2日凌晨。

### 基本參數
- 類型：日偏食
- 食分最大處（位於俄罗斯西北部联邦管区涅涅茨自治區卡寧半島以東的巴倫支海）資料：
  - 時間：2011年6月1日21:16:12.0
  - 地點：67°48′N 46°48′E / 67.8°N 46.8°E[3]
  - 食分：0.6011（日食帶內最大）[4]

## 相關的日食

### 2011-2014年的日食
月球交替位於相對的月球交點時，以半個交點年（食年），即約177天又4小時間隔出現下列日食。
註：2011年1月4日和2011年7月1日的日偏食屬於上一組交點年系列。
| 日食列表  |           |           |           |           |           |           |           |           |           |           |           |
| 1997-2000 | 2000-2003 | 2004-2007 | 2008-2011 | 2011-2014 | 2015-2018 | 2018-2021 | 2022-2025 | 2026-2029 | 2029-2032 | 2033-2036 | 2036-2039 |

| 降交點                     | 降交點                   |                              | 升交點                    | 升交點 |
| 沙羅周期                   | 地圖                     | 沙羅周期                     | 地圖                      |        |
| 118 挪威特罗姆瑟的日偏食   | 2011年6月1日 偏食（北）  | 123                          | 2011年11月25日 偏食（南） |        |
| 128 美国米德爾蓋特的日環食 | 2012年5月20日 環食       | 133 澳洲凱恩斯的日全食       | 2012年11月13日 全食       |        |
| 138 澳洲丘吉爾石的日環食   | 2013年5月10日 環食       | 143 加蓬利伯维尔的日偏食     | 2013年11月3日 全環食      |        |
| 148 澳洲阿德萊德的日偏食   | 2014年4月29日 環食（南） | 153 美国明尼阿波利斯的日偏食 | 2014年10月23日 偏食（北） |        |

### 沙羅周期
沙羅周期長度為18年11天。本次日食屬於沙羅周期118，共包含72次日食，依次為803年5月24日至929年8月7日的8次日偏食、947年8月19日至1650年10月25日的40次日全食、1668年11月4日至1686年11月15日的2次全環食（亦稱混合食）、1704年11月27日至1957年4月30日的15次日環食、1975年5月11日至2083年7月15日的7次日偏食，總共歷時1280.14年。其中最長的全食發生於1398年5月16日，共持續了6分59秒。
下表列舉了1901年至2100年間發生的屬於該周期的日食，是第62至72次：
| 62            | 63            | 64            |
| ------------- | ------------- | ------------- |
| 1903年3月29日 | 1921年4月8日  | 1939年4月19日 |
| 65            | 66            | 67            |
| 1957年4月30日 | 1975年5月11日 | 1993年5月21日 |
| 68            | 69            | 70            |
| 2011年6月1日  | 2029年6月12日 | 2047年6月23日 |
| 71            | 72            |               |
| 2065年7月3日  | 2083年7月15日 |               |

### 默冬序列
默冬序列是至少包含5個以19年（6939.69天）重覆出現的食的週期組合，而這些日食幾乎都出現在日曆上相同的日期。另一方面，它也包含了1/5長或3.8年（1387.94天）的子週期。
這個序列從2011年6月1日至2087年6月1日，共有21次日食事件。
| 5月31日-6月1日 | 3月20日       | 1月5-6日     | 10月24-25日    | 8月12-13日    |
| 118            | 119           | 121          | 123            | 125           |
| -------------- | ------------- | ------------ | -------------- | ------------- |
| 2011年6月1日   | 2015年3月20日 | 2019年1月6日 | 2022年10月25日 | 2026年8月12日 |
| 128            | 129           | 131          | 133            | 135           |
| 2030年6月1日   | 2034年3月20日 | 2038年1月5日 | 2041年10月25日 | 2045年8月12日 |
| 138            | 139           | 141          | 143            | 145           |
| 2049年5月31日  | 2053年3月20日 | 2057年1月5日 | 2060年10月24日 | 2064年8月12日 |
| 148            | 149           | 151          | 153            | 155           |
| 2068年5月31日  | 2072年3月19日 | 2076年1月6日 | 2079年10月24日 | 2083年8月13日 |
| 157            |               |              |                |               |
| 2087年6月1日   |               |              |                |               |

## 外部連結
- NASA日食專頁（页面存档备份，存于）（英文）
- 可見區域圖和時間統計：由弗雷德·埃斯佩納克做出的日食預報，NASA/GSFC
  - 貝塞爾元素
- 子夜時分的日食，2011年6月3日每日一天文圖，拍攝於芬兰拉普蘭區考尼斯帕山（Kaunispaa）
- Spaceweather.com的多地日偏食照片（页面存档备份，存于）（英文）

| \| \| 日食 \|                            |                             |                                          |
| 上一次日食： 2011年1月4日日食 （日偏食） | 2011年6月1日日食 （日偏食） | 下一次日食： 2011年7月1日日食 （日偏食） |
| 上一次日偏食： 2011年1月4日日食          | 2011年6月1日日食 （日偏食） | 下一次日偏食： 2011年7月1日日食          |
|                                          | 日食                        |                                          |